# Kon

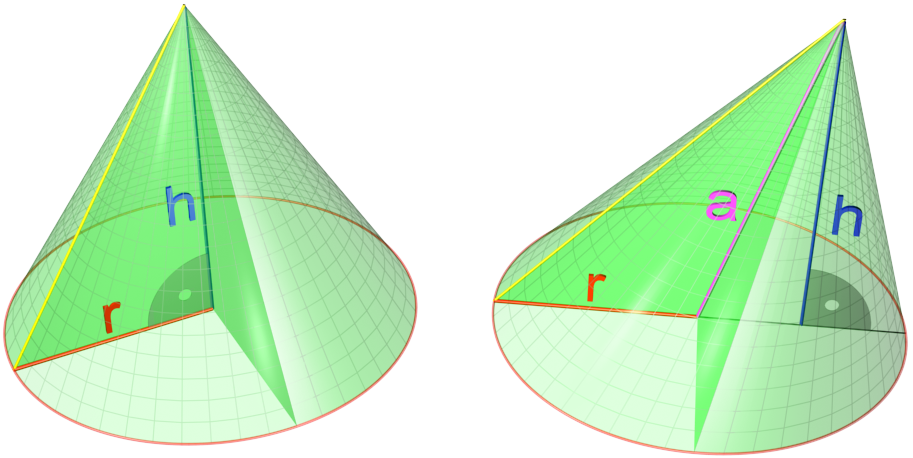
Rät cirkulär kon och sned cirkulär kon

Kon (av latin: conus ← klassisk grekiska: κῶνος, kônos, ”kägla”) eller strut (fornsvenska: struter ← fornnordiska: strútr) är en geometrisk kropp som bildas av linjer mellan samtliga punkter på konturen av en plan figur (basytan) och en punkt utanför planet (spetsen, apex). Är basytan en cirkel fås en cirkulär kon; är den en polygon fås en pyramid.
Detta kan generaliseras, så en kon kan också definieras som en delmängd av ett vektorrum som är ekvivalent med alla reella multipler av sig själv.
Den cirkulära konens volym är
{\displaystyle V={\pi r^{2}h \over 3}}
där r = radien och h = höjden.
Mantelytan är
{\displaystyle M=\pi rs\,}
där r = radien och s = avståndet från basytans kant till konens spets.
{\displaystyle s={\sqrt {r^{2}+h^{2}}}}
Konens totala area blir alltså:
{\displaystyle A=\pi r^{2}+\pi rs\,}